# Glycinde nipponica
Glycinde nipponica är en ringmaskart som beskrevs av Imajima 1967. Glycinde nipponica ingår i släktet Glycinde och familjen Goniadidae. Inga underarter finns listade i Catalogue of Life.